# Klubb John Doe
Klubb John Doe är en ideell popklubb och konsertanordnare i Linköping. En studentförening vid Linköpings universitet. Konserterna är öppen för alla. (Man behöver inte studera vid universitetet för att njuta av musiken) Föreningen som bildades 1992 är Sveriges äldsta popklubb och har anordnat över 500 konsertkvällar.  Ett urval av de akter som spelat på klubben är Jens Lekman, Hello Saferide, Bright Eyes, Broder Daniel, El Perro Del Mar, Lykke Li, Eagle-Eye Cherry, The Tough Alliance och Jonathan Johansson. Klubben har tidigare huserat på Ryds Herrgård men på grund av renoveringar anordnas konserter nu även i andra lokaler runt om i Linköping.